# Сэр Гавейн и Зелёный Рыцарь
«Сэр Гаве́йн и Зелёный Ры́царь» (англ. Sir Gawain and the Green Knight) — аллитерационная поэма неизвестного автора XIV века, которая представляет собой рыцарский роман, посвящённый приключениям сэра Гавейна, племянника короля Артура, и отражает дух рыцарства и верности своему слову. Образы, используемые в поэме, зародились в кельтской, германской и других фольклорно-мифологических традициях.
«Сэр Гавейн и Зелёный Рыцарь» — значимый образец рыцарского романа, где есть типичный для жанра сюжет, связанный с прохождением героем различных испытаний, которые являются проверкой его качеств. Разнообразные критические трактовки поэмы — от христианской до феминистической — высвечивают различные затронутые в произведении темы, как, например, конфликт между жителями Англии и Уэльса.
В англоязычных странах интерес к произведению сохраняется благодаря переложению со среднеанглийского на современный английский язык Джоном Р. Р. Толкином. Существуют также переводы Саймона Армитиджа и Джона Гарднера и несколько экранизаций.

## Сюжет

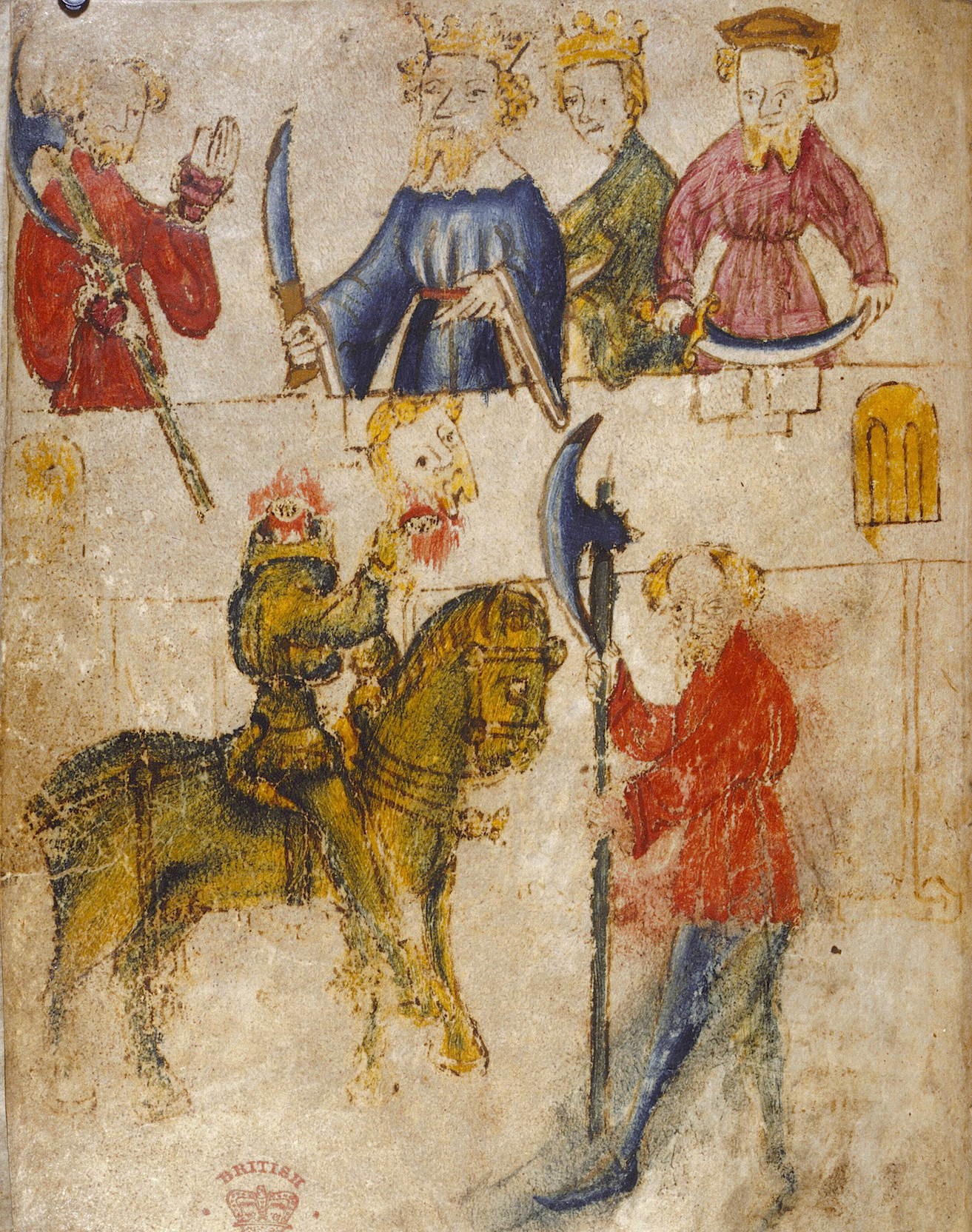
Гавейн отрубает голову Зелёному Рыцарю на пиру в Камелоте. Миниатюра рукописи романа «Сэр Гавейн и Зелёный Рыцарь». Кон XIV в. Манускрипт Cotton Nero А. х., Британская библиотека.

Повествование начинается в Камелоте во время празднования Нового года. Король Артур устраивает праздник и раздаёт подарки. В разгар веселья появляется Зелёный Рыцарь с большим топором и предлагает пари. Он просит кого-нибудь из присутствующих ударить его топором при условии, что через год и один день Зелёный Рыцарь нанесёт ответный удар. Гавейн, самый молодой из рыцарей Артура и его племянник, принимает вызов и отрубает ему голову, однако Зелёный Рыцарь ставит свою голову на место, напоминает Гавейну о встрече в Зелёной часовне и удаляется.
Через год Гавейн едет на поиски Зелёной часовни и попадает в замок лорда Бертилака и его жены. Гавейн рассказывает им о своём уговоре; Бертилак говорит, что Зелёная часовня находится близко от их замка, и предлагает Гавейну погостить.
На следующий день Бертилак и Гавейн заключают сделку: первый отдаст Гавейну всё, что добудет во время охоты за день, взамен Гавейн отдаст ему всё, что он в этот день каким-либо образом получит. В отсутствие мужа Леди Бертилак пытается соблазнить Гавейна. Она ничего не добивается, кроме одного поцелуя. Вечером Бертилак отдаёт Гавейну большое количество оленьих туш, в ответ тот отдаёт добытый им за день поцелуй. На следующий день совершается обмен кабана на два поцелуя. На третий день Леди Бертилак отдаёт Гавейну зелёный шёлковый пояс, который защищает от любого физического вреда, и три поцелуя. Вечером Гавейн возвращает только три поцелуя в обмен на лису, но оставляет пояс себе.
В назначенный день Гавейн отправляется в Зелёную часовню, где Зелёный Рыцарь дважды замахивается топором на Гавейна, но оба раза останавливается. На третий удар Зелёный Рыцарь оставляет ему небольшой шрам на шее. Затем Рыцарь раскрывает свою личность — это лорд Бертилак, и объясняет, что все манипуляции были проделаны волшебницей Морганой, злой сестрой Артура. Рыцари расстаются друзьями. Гавейн возвращается в Камелот, одетый в зелёный пояс, в знак позора и невыполненного обещания. Рыцари Круглого Стола также обязываются повязывать зелёные пояса в напоминание о приключениях Гавейна.

## Авторство поэмы
Настоящее имя автора (или авторов) поэмы неизвестно. Однако некоторые сведения о личности автора можно почерпнуть непосредственно из самих произведений. Сохранившийся до наших дней манускрипт, включающий в себя «Сэра Гавейна и Зелёного Рыцаря» и три религиозных произведения, известен как Cotton Nero A.x (назван по имени владельца — коллекционера Роберта Коттона). До Коттона рукопись принадлежала переводчику и учёному Генри Савилю. Немногое известно о предыдущих владельцах; в 1824 году, когда рукопись была опубликована во втором издании «Истории» Томаса Уортона, о произведениях было практически ничего не известно. Текст «Сэра Гавейна и Зелёного Рыцаря» был опубликован целиком лишь в 1839 году. Временем написания произведения считается конец XIV века, таким образом, человек, написавший «Сэра Гавейна и Зелёного Рыцаря» — современник Джеффри Чосера, автора Кентерберийских рассказов. Три других произведения из рукописи — «Жемчужина», «Чистота» и «Терпение» приписывают авторству того же поэта, тем не менее, их текст записан другим человеком; нет конкретных доказательств того, что все четыре произведения вышли из-под пера одного и того же человека, но результаты сравнительного анализа диалектизмов, поэтической формы и языка склоняются к тому, что у всех этих произведений один автор.
Сведения об авторе довольно расплывчаты. В 1925 году после исследования аллюзий, стиля и тематики произведения Дж. Р. Р. Толкин и Е. В. Гордон сделали вывод:

Он (автор) был человеком с серьёзным и благочестивым складом ума, но не лишённым чувства юмора; он интересовался теологией и обладал некоторыми знаниями в этой области, скорее знаниями любительскими, нежели профессиональными; он владел французским языком и латынью, и был способен читать в оригинале французские книги, как романтические, так и обучающие, но его родиной является английский регион Уэст-Мидлендс; об этом свидетельствуют его язык, размер стихосложения и описание пейзажей.
Оригинальный текст (англ.)He was a man of serious and devout mind, though not without humour; he had an interest in theology, and some knowledge of it, though an amateur knowledge perhaps, rather than a professional; he had Latin and French and was well enough read in French books, both romantic and instructive; but his home was in the West Midlands of England; so much his language shows, and his metre, and his scenery.

Чаще всего авторство произведения приписывают Джону Мэсси Коттонскому. Он жил в том же регионе и предположительно является автором поэмы Св. Эркенвальд, стилистически схожей с «Сэром Гавейном и Зелёным Рыцарем», однако Св. Эркенвальда чаще относят к другой эпохе, и автор до сих пор значится неизвестным.

## Стихотворная форма
Сэр Гавейн и Зелёный рыцарь состоит из 2530 строк и 101 станса, написан в типичном для конца XIV века стиле «Аллитеративного Возрождения». Вместо метрической слоговой структуры и рифм используется аллитерационный стих, опирающийся на два ударных слога в начале строки и два — в конце. Каждая строка всегда включает в себя паузу — цезуру, разделяющую строку на две части. Следующий традиции своих предшественников, автор поэмы, тем не менее, выступает более свободно по отношению к стандартам стихосложения. Поэт разбивает аллитеративные строки на разные по величине группы, номинальные стансы заканчиваются ритмической секцией из пяти строк, известных как bob and wheel, где «bob» — очень короткая строка, иногда состоящая только из двух слогов, за которой следует «wheel» — длинная строка с внутренним ритмом.
| Оригинал |  | Современный английский |
| --- |  | --- |
| (bob) ful clene (wheel) for wonder of his hwe men hade set in his semblaunt sene he ferde as freke were fade and oueral enker grene (строки 146—150) |  | (bob) full clean. (wheel) Great wonder of the knight Folk had in hall, I ween, Full fierce he was to sight, And over all bright green. (строки 146—150) |

## Сходные сюжеты

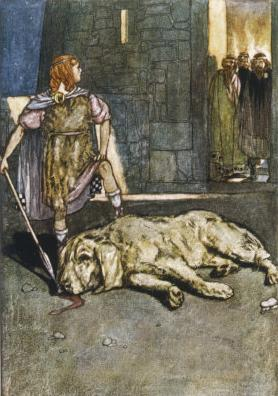
Легендарный ирландский герой Кухулин, как и Гавейн, столкнулся с испытаниями своих качеств (Кухулин убивает пса Кулина Стивен Рид, 1904).

Самая ранняя история, где встречается пари на обезглавливание, — написанная в VIII веке ирландская сага Пир Брикрена. В ней противник Кухулина замахивается три раза топором и отпускает героя с миром. Пари на обезглавливание также появляется в произведении конца XII века Жизнь Карадока и в так называемом «первом продолжении» рыцарского романа Персеваль, или Повесть о Граале Кретьена де Труа — произведении начала XIII века Перлесваус, в котором Ланселот сталкивается с подобным пари.
В историях Девушка с ослом (The Girl with the Mule или The Mule Without a Bridle) и Hunbaut Гавейн попадает в подобные ситуации. В Hunbaut Гавейн отрубает противнику голову, успев снять с него волшебный плащ, защищающий его. В нескольких историях женщины, подобно леди Бертилак, часто по настоянию своих мужей, проверяют рыцарей: Идер (Yder), Ланселот-Грааль, Hunbaut и Рыцарь Меча (The Knight of the Sword). В последних двух главным героем является Гавейн.
В средневековом цикле валлийских повестей Мабиногион, Пуйлл меняется местами с Арауном, властелином Аннуна (потусторонний мир). Несмотря на то, что Пуйлл принял внешность Арауна, он смог выдержать и не поддаваться искушению вступить в отношения с женой последнего.
После появления Сэра Гавейна и Зелёного Рыцаря были созданы схожие по сюжету произведения. Зелёный Рыцарь (The Greene Knight) (XV—XVII вв.) — рифмованный поэтический пересказ той же истории. В этом произведении упрощён сюжет, более детально раскрываются мотивы героев, некоторые имена изменены. В другом произведении, Турок и Гавейн (The Turke and Gowin) (XV в.) при дворе Короля Артура появляется турок и предлагает схожее с Зелёным Рыцарем пари. Карл из Карлайла (XVII в.) также схож с Сэром Гавейном и Зелёным Рыцарем — Карл предлагает Гавейну отрубить ему голову в обмен на возможность после самому нанести удар. В отличие от сюжета Сэра Гавейна и Зелёного Рыцаря, Карл жив после удара Гавейна, но не наносит ответный удар.

## Тематика произведения

### Искушение и испытание

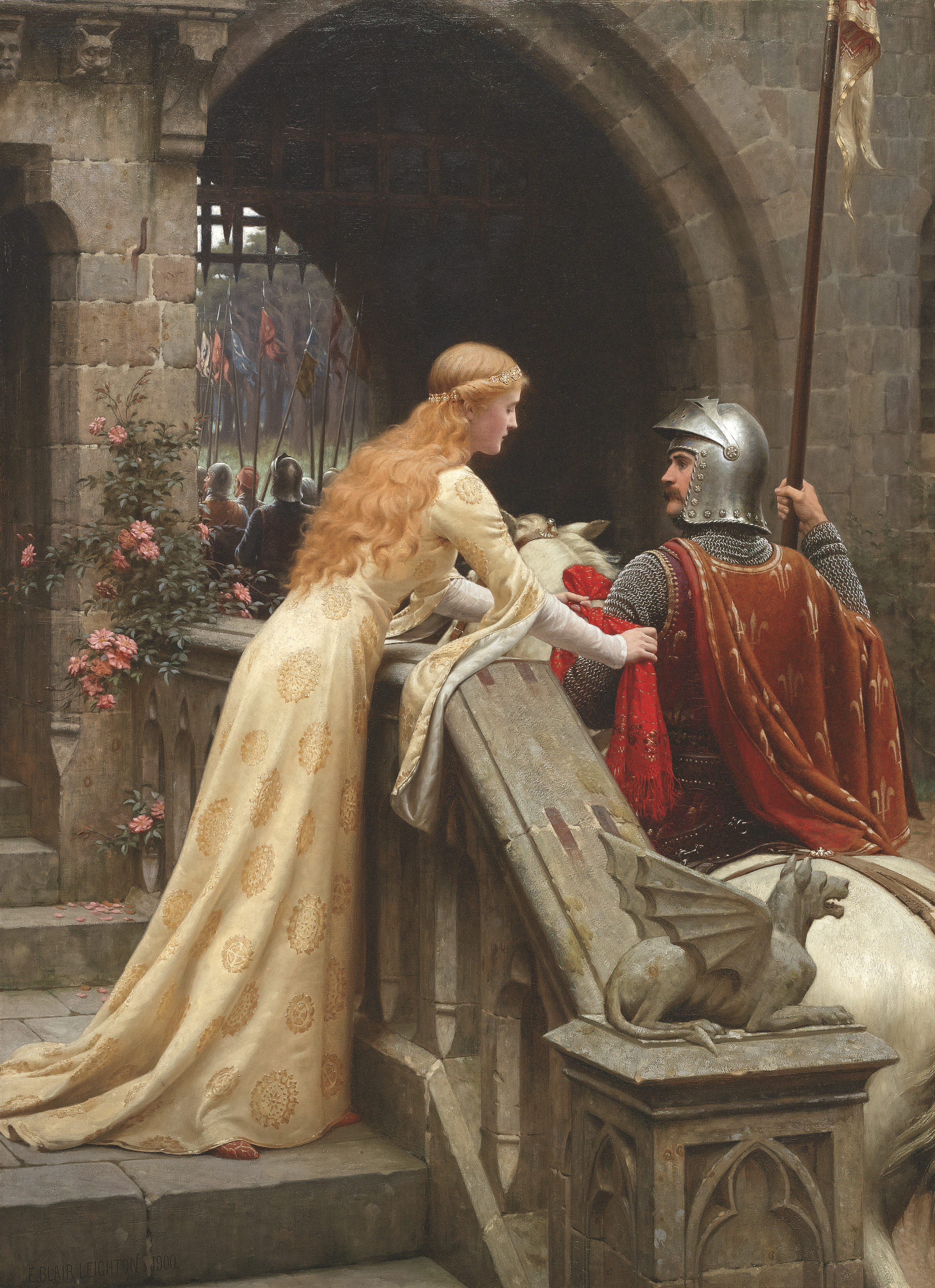
Рыцари часто подвергались испытаниям своего умения находить баланс между кодом поведения и рыцарской честью с одной стороны и куртуазной любовью и преклонения перед прекрасной Дамой с другой стороны.
(«Бог в помощь» — Эдмунд Лейтон, 1900)

Основой сюжета «Сэра Гавейна и Зелёного Рыцаря» является испытание Гавейна на верность рыцарским правилам. В произведении представлена типичная для средневековой литературы фабула искушения, где рыцарь проходил серию испытаний, в которых он проявлял ту или иную добродетель. Часто испытания начинались после определённых ошибок, совершённых рыцарем. Успех в испытаниях часто давал рыцарю определённую удачу или неуязвимость. От успеха испытаний Гавейна зависит его жизнь, хотя он не знает об этом.
Помимо рыцарского кодекса, Гавейн должен соблюдать неписаные правила куртуазной любви. Кодекс рыцаря предписывает ему делать всё, о чём попросит дама. Гавейн не может отказаться от подарка в виде пояса, но при этом он должен выполнить обещание и отдать всё, что он получил в этот день. Гавейн предпочитает оставить пояс себе, нарушив слово и оставшись верным даме. Несмотря на благоприятный для себя исход, Гавейн не смог проявить себя как абсолютно добродетельный рыцарь. Это испытание демонстрирует конфликт, возникающий между рыцарским кодексом и правилами куртуазного поведения, которые, как оказалось, могут быть несовместимы в определённых ситуациях.

### Охота и соблазн
В исследованиях поэмы часто проводится параллель между сценами охоты и соблазнения. Значимые эпизоды — финальная охота на лису и преподнесение в подарок магического пояса идут в сравнении: Гавейн, как лиса, боится за свою жизнь и ищет способы спастись от топора Зелёного Рыцаря. Как и лиса, Гавейн использует свою хитрость. Леди Бертилак также ведёт себя подобно лисе и меняет тактику соблазна.
Первые две сцены охоты менее показательны, хотя исследователи пытаются найти связь между ними и поведением Гавейна. К примеру, известно, что охота на оленя в те времена имела чёткий регламент и правила, как и рыцарский кодекс по отношению к женщинам. Охота на оленя, как и поведение леди Бертилак в тот день, — лёгкое занятие без проявления особого упорства.
В отличие от предыдущей, охота на кабана более сложный, яростный процесс. При охоте на кабана использовался только меч, охотник должен подходить к зверю один на один, при этом кабан может нанести серьёзные раны охотящемуся. Леди Бертилак также ведёт себя более напористо, но Гавейн умело сопротивляется. Обе сцены демонстрируют победу морали: Гавейн и Бертилак побеждают в своих схватках один на один.

### Человеческая природа против кодекса рыцаря
Природа, в противовес рациональному и систематизированному укладу Камелота, представляет собой нечто хаотичное и неконтролируемое в поэме Сэр Гавейн и Зелёный Рыцарь. Всадник на зелёной лошади, вторгающийся в мирные владения короля Артура — символическое изображение разбушевавшейся природной стихии. Природа нарушает привычный порядок жизни в повествовании, как символически, так и напрямую затрагивая душевные качества людей. Природа употребляется в двух смыслах — мир вокруг и человеческая сущность. Второе становится причиной конфликтов — между Гавейном и Зелёным Рыцарем в начале романа, между искушением и долгом в замке Бертилака, где на третий день между честью и собственной жизнью Гавейн выбирает второе. Природа навсегда остается с человеком и внутри него, делая его несовершенным. В произведении Гавейн — объект проверки на способность человека контролировать природу.
Существуют иные интерпретации сюжета, где в основном конфликте произведения видится аллегория борьбы христианства, представленного в виде рыцарского сообщества и язычества. В ярой борьбе против язычников христианство полностью оторвалось от истоков жизни в природе и женской сущности бытия. Зелёный пояс представляет собой всё то, чего недостаёт рыцарскому пентаклю, только этот предмет может спасти Гавейна. Артурианское общество обречено, пока оно не осознает недостижимость своих идеалов, и ради целостности и здравого реализма не примет «языческие» ценности, представляемые Зелёным Рыцарем.

### Игра
Слово gomen (игра) встречается в поэме 18 раз. его схожесть со словом gome (человек), которое появляется 21 раз, привело к тому, что в некоторых исследованиях романа имеют большое значение связи людей и игр. Под играми здесь понимаются испытания на благородство и достоинство (вызов Зелёного Рыцаря на «Рождественскую игру»). «Игра» в обмен дарами — общепринятый обычай германской культуры. Когда человек получал подарок, он был обязан сделать в ответ лучший подарок или же рисковал потерей чести. Поэма концентрируется на двух играх — обмен ударами и обмен победами. Элементы этих игр присутствуют и в других произведениях, однако впервые появляются в «Гавейне».

### Времена года
Время, даты, сезоны и циклы в поэме Сэр Гавейн и Зелёный Рыцарь несут в себе символический оттенок. Сюжетное действие начинается в канун нового года, а кульминация происходит через год и один день — в новый год. Гавейн покидает Камелот в День всех святых и приезжает в замок Бертилака в Сочельник. Произведение начинается и заканчивается зимой, что может служить попыткой автора передать неизбежность кончины всего, в том числе добра и благородства. Эта тема усиливается отсылкой к Троянской войне в первых и последних строках поэмы — сильная и казавшаяся непобедимой нация погибла из-за гордости и высокомерия.

## Символизм

### Символическое значение зелёного цвета

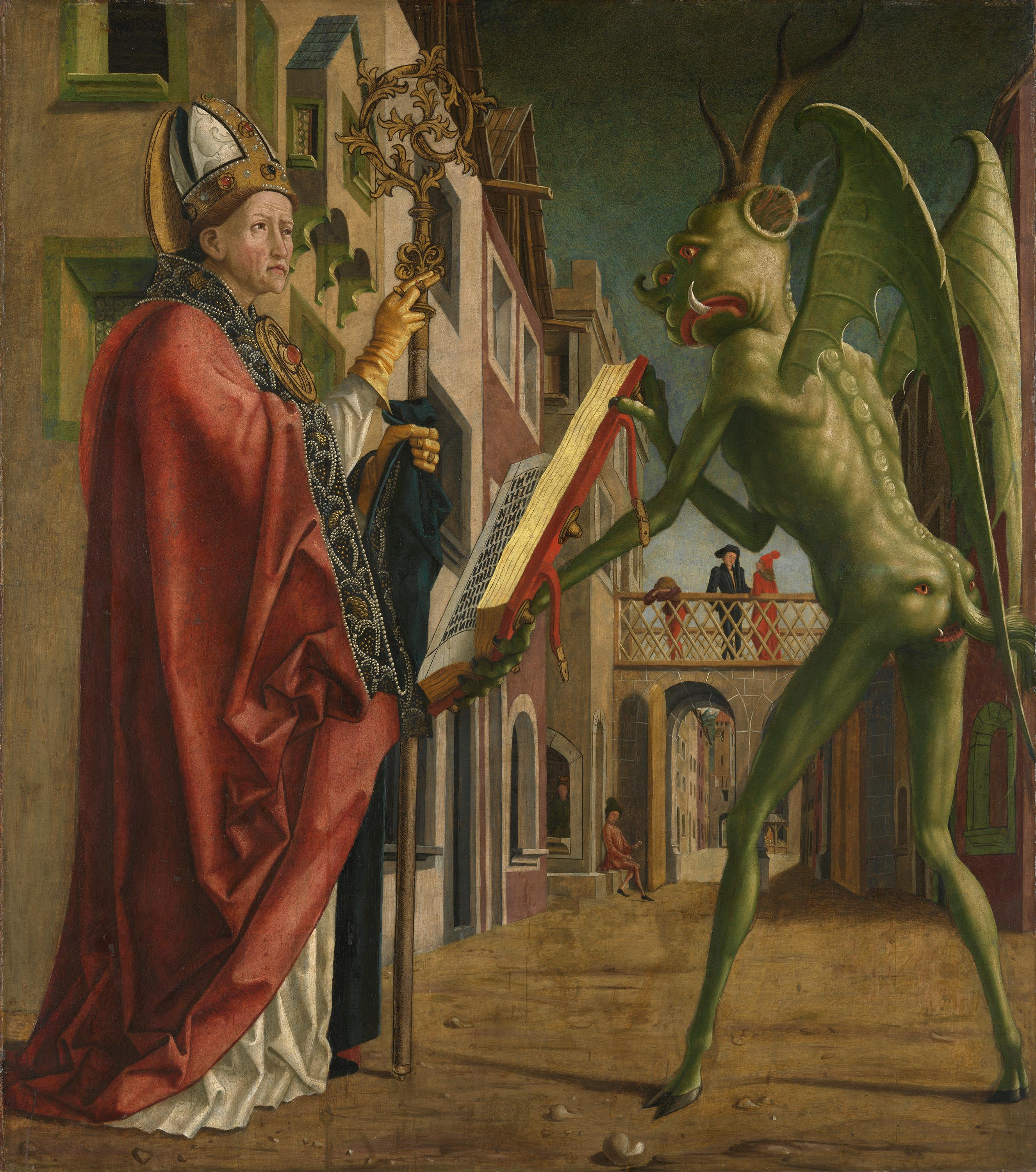
Отец церкви Августин и Сатана, Михаэль Пахер, XV век, Дьявол зелёного цвета. Поэты того времени, например Чосер, также связывали зелёный цвет с дьяволом, из чего исследователи средневековой литературы сделали подобные выводы об образе Зелёного Рыцаря.

Из-за разнообразных, часто противоречивых трактовок значения зелёного цвета, его символика в поэме остаётся недостаточно ясной. В английском фольклоре и литературе зелёный цвет традиционно ассоциировался с природой и её атрибутами — плодородием и возрождением. Произведения Средневековья также связывали цвет с любовью и основными желаниями человека. В связи с причастностью к феям и духам в раннем английском фольклоре зелёный цвет также отождествлялся с колдовством, происками дьявола и злом. Также цвет мог олицетворять упадок и отравление. В сочетании с золотом зелёный цвет часто обозначал уходящую молодость. В кельтской мифологии зелёный цвет ассоциируется с несчастьем и смертью, и поэтому его избегали использовать в одежде. Зелёный пояс, изначально использовавшийся для защиты, стал символом позора и трусости; окончательно ставший символом славы у рыцарей Камелота, этот пояс символизирует трансформацию от добра ко злу и обратно; таким образом, зелёный цвет несёт в себе символику и порчи, и возрождения.

### Зелёный рыцарь
Исследования образа Зелёного рыцаря проводились со дня обнаружения манускрипта поэмы. Он мог быть вариацией Зелёного человека — мифологического существа, связанного с природой в произведениях средневекового искусства, христианским символом или дьяволом. К. С. Льюис, исследовавший Средневековье, сказал, что персонаж был «таким же ярким и конкретным, как и любой литературный образ», а Дж. Р. Р. Толкин говорил, что он — «самый сложный персонаж» в поэме. Основная функция Зелёного рыцаря в Артурианской литературе — судить и испытывать рыцарей, таким образом, он одновременно является ужасающим, дружелюбным и таинственным героем. Персонаж появляется ещё в двух поэтических произведениях: Зелёный рыцарь (The Greene Knight) и Король Артур и Король Корнуолльский (King Arthur and King Cornwall). Исследователи пытались найти связь между Зелёным рыцарем и другими героями, такими как Зелёный Джек из английского фольклора и Хизир, но пока не выявили каких-либо определённых отношений между персонажами.
Существует вероятность, что зелёный цвет был приписан персонажу ошибочно, в результате неправильного перевода или понимания поэтом ирландского слова 'glas', которое может обозначать, помимо зелёного, серый цвет. В «Смерти Куроя» (ирландская легенда), Курой замещает Бертилака и часто именуется «человеком в серой мантии». Хотя слова, используемые в произведении для обозначения серого цвета — 'lachtna' или 'odar', обозначают молочно-серый и тёмный цвета соответственно, в более поздних произведениях, где появляется Зелёный рыцарь, используется слово 'glas', что могло повлечь за собой неправильное понимание смысла.

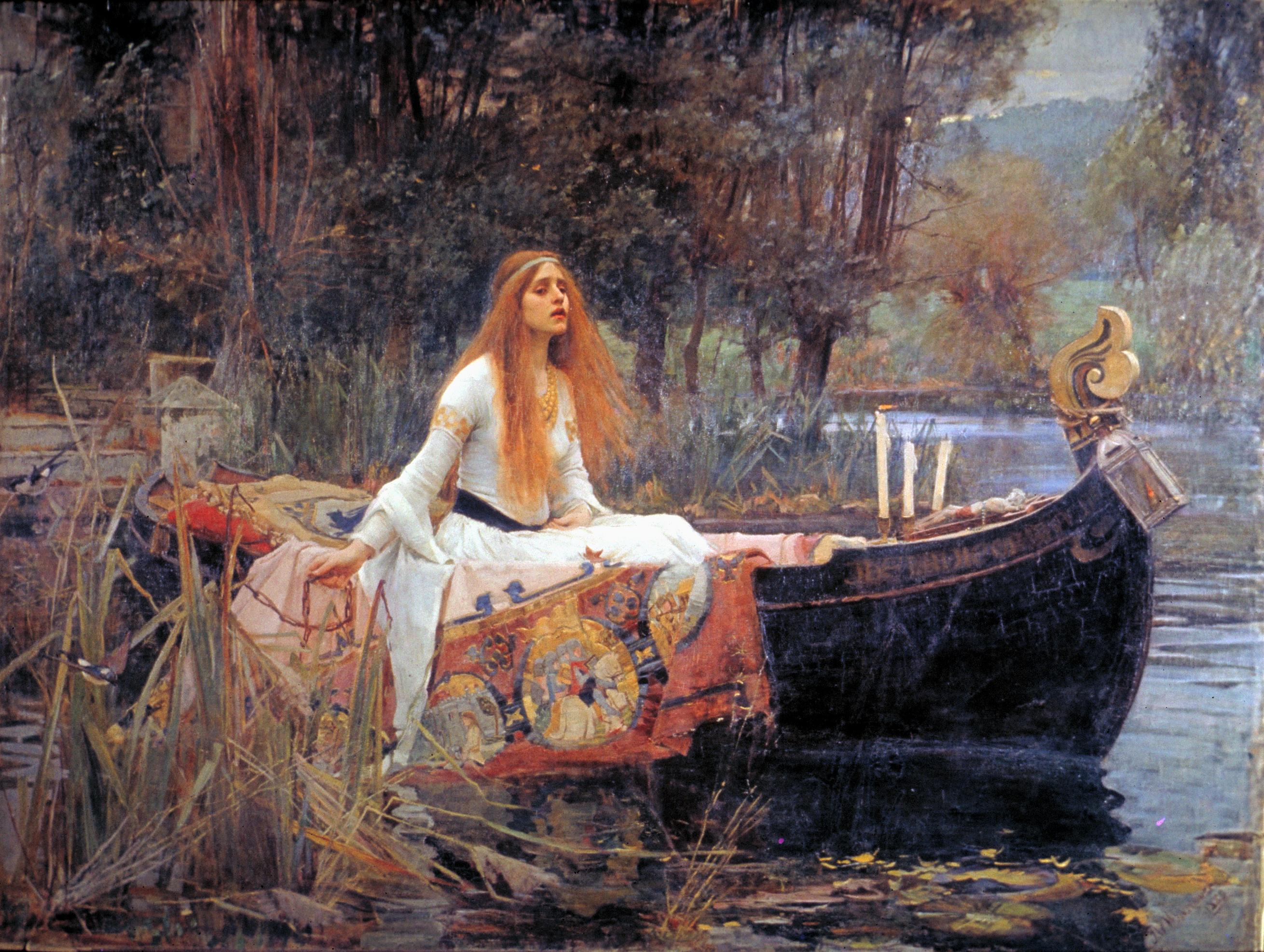
Известная героиня артурианского цикла, Волшебница Шалот, носит средневековый пояс. (Джон Уильям Уотерхаус, 1888)

### Пояс
Символическая роль пояса в поэме рассматривается исследователями произведения в разных ключах, начиная от сексуального и заканчивая духовным. Те, кто придерживаются первой точки зрения, утверждают, что пояс символизирует «сексуальный трофей». Тем не менее, не совсем ясно, кто является победителем — Гавейн или леди Бертилак. Духовное значение пояса состоит в том, что при помощи пояса Гавейн надеется защитить себя от гибели, тем самым показывая, что его вера в Бога и его помощь недостаточна, по крайней мере, встав перед фактом неминуемой гибели, Гавейн предпочитает довериться магическому поясу, а не Божьей воле. Зелёного Рыцаря иногда сравнивают с Христом, который преодолел смерть и воскрес, а Гавейна — с типичным христианином, который, веря в Бога, всё же опасается смерти.
Пояс — разноплановый символ произведения, становящийся ключевым моментом сюжета. Гавейн способен противостоять уловкам леди Бертилак, но не может отказаться от волшебных свойств пояса. Он старается действовать в рамках кодекса рыцаря, но в произведении отчётливо проявляется противоречивость и несогласованность различных рыцарских устоев, порой отрицающих друг друга. Гавейн разрывается между обязательным служением Даме и выполнением её просьб и своим обещанием Бертилаку. Однако на решение Гавейна взять пояс повлияли не эти противоречия, а его собственные страхи. В конце поэмы Гавейн возвращается в Камелот одетым в зелёный пояс в качестве символа трусости, и Король Артур повелевает, чтобы все рыцари носили такие пояса в память о приключении Гавейна; отчасти этот акт вызван и признанием того, что все они в первую очередь являются людьми, и лишь затем — рыцарями.

### Пентакль

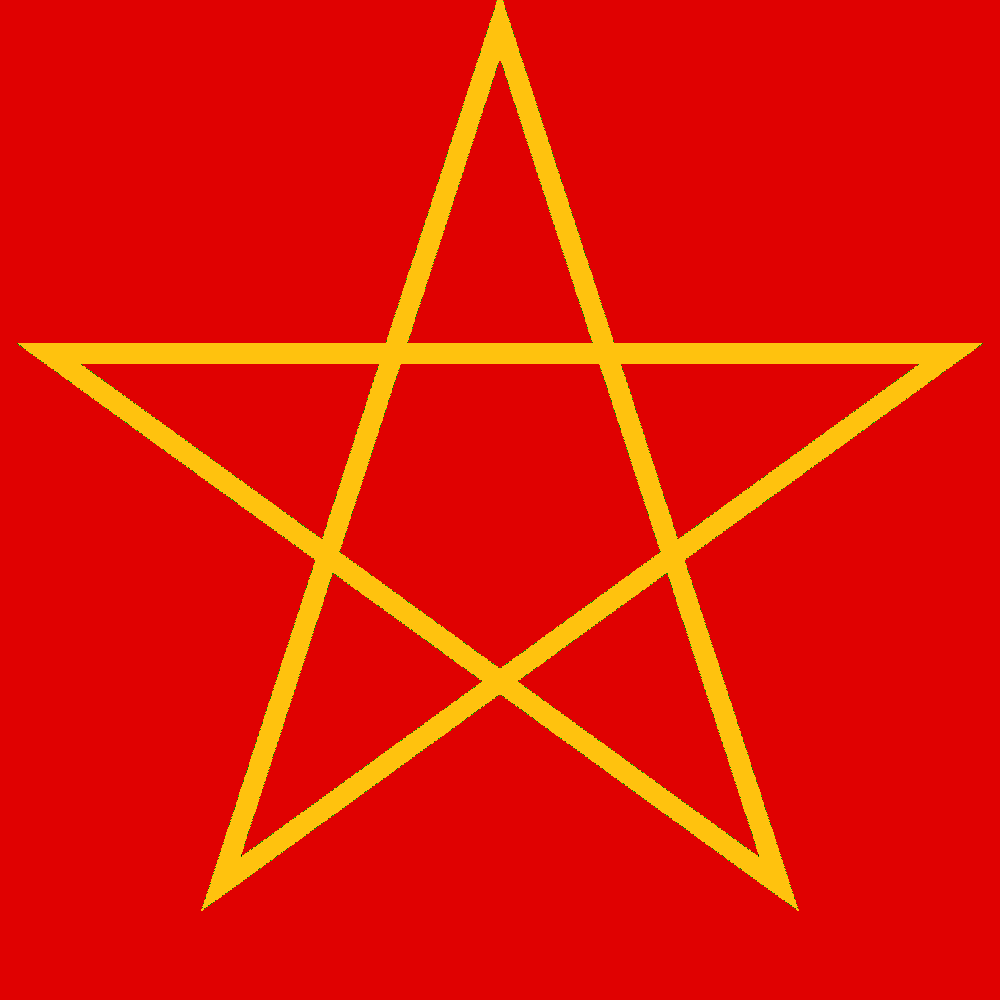
Изображение на щите Гавейна — золотой пентакль на красном фоне

Пентакль, изображённый на щите Гавейна, по мнению многих исследователей, обозначает совершенство героя и его превосходство над силами зла. Символ используется только в этом произведении, более того, для описания символа, поэт использовал 46 строк — это самое длинное и подробное описание символической детали в произведении. В поэме пентакль характеризуется как символ верности и «бесконечный узел». В строке 625 говорится, что это «знак Соломона». Царь Соломон, живший в X веке до н. э., носил кольцо с пентаграммой, которое, по легенде, он получил от архангела Михаила. Считалось, что пентаграмма давала Соломону власть над демонами.
Пентаграмма несёт в себе и магические элементы. В Германии этот символ назывался Drudenfuß и помещался на дома и другие объекты с целью отпугивания зла. Знак также наносился на оружие, тем не менее, связь именно магической пентаграммы с Гавейном не установлена.
Пентаграмма Гавейна также символизирует «феномен физически бесконечных объектов, вечное качество». Многие из поэтов использовали для этого символ круга, но автор Сэра Гавейна и Зелёного Рыцаря пожелал включить нечто более сложное. В средневековой нумерологии число «5» считалось «круговым», поскольку при возведении в степень все получающиеся числа заканчиваются на 5 — число «преумножает свою силу». Более того, геометрически, в пятиугольник, находящийся в центре пентакля, можно вписать ещё один пентакль, в центр того — также, и так — до бесконечности. Репродуцируя число «5», которое в средневековой символике носило значение неподкупности, пентакль Гавейна обозначает его бесконечную неподкупность.

### Кольцо
Отказ Гавейна принять кольцо Леди Бертилак имеет важное символическое значение: во времена, когда создавалось произведение, существовало поверье, что кольца и драгоценные камни играют роль талисманов. В кольцо Леди Бертилак был вправлен рубин или карбункул, который поэт сравнил с ярко светящим солнцем («brygt sunne»; строка 1819) и огненным солнцем («fiery sun»). Магические и защитные кольца — часто встречающийся элемент произведений Артурианы.

### Числа
Поэт уделил особое внимание числам и их символике с целью придания симметрии и смысловой нагрузки произведению. К примеру, Гавейн и Леди Бертилак обмениваются тремя поцелуями; испытания Гавейна длятся три дня; Бертилак отправляется на охоту три раза; Зелёный рыцарь три раза замахивается топором. Также часто появляется число «2» — две сцены обезглавливания, два эпизода признания и два замка. Пять лучей пентакля, по словам поэта, обозначают пять добродетелей Гавейна, каждая из которых также блистает в пятикратном размере («faithful five ways and five times each»). Автор перечисляет эти достоинства Гавейна: пять безупречных чувств, пять пальцев, которые никогда не подведут, он помнит пять ран Христа и пять радостных тайн Девы Марии. Пятой пятёркой является сам Гавейн, который олицетворяет пять рыцарских добродетелей: дружбу, благородство, целомудренность, куртуазность и пиетет. Все эти качества, по словам поэта, связаны в бесконечный узел пентакля, который навсегда переплетён и никогда не разорвётся. Таким образом, совершенный образ Гавейна передается автором через символику чисел.
Число «5» также определяет 5 дилемм Гавейна. Первое испытание — появление Зелёного Рыцаря, отказ от вызывающего предложения рыцаря мог бы негативно отразиться на репутации Гавейна. Приняв его предложение, Гавейн приходит к другой дилемме. Он должен защитить и честь, и свою жизнь. Третья дилемма возникает после пари с Бертилаком. Жена Бертилака искушает героя, и он не может обменяться этим «даром» с Бертилаком и в то же время не может отказаться от пари. Согласно кодексу рыцарской чести Гавейн обязан отказать леди Бертилак, но при этом сделать это учтиво — это его четвёртая дилемма. Пятая дилемма — пояс, который он согласился скрыть от Бертилака, но, согласно правилам пари, должен отдать.

### Раны
Кульминационный момент произведения — третий удар Зелёного Рыцаря, оставляющий небольшую рану на шее Гавейна. В те времена считалось, что душа и тело тесно связаны друг с другом, и любая рана снаружи являлась признаком греха, таящегося внутри. Считалось, что шея напрямую контактировала с частью души, отвечающей за волю, и соединяла разум (голову) с чувствами и порывами (сердцем). Во время испытаний Зелёный Рыцарь выявил слабость Гавейна, которая жила внутри него на протяжении всего повествования — желание использовать свою волю ради корыстных целей и гордыни, вместо того, чтобы подчинить её Божественному промыслу; этот порок выявляется Зелёным Рыцарем не только у Гавейна, но и у всего Камелота, и человечества в целом. При этом считалось, что раны Христа исцелили человеческие души; в поэме упоминается этот факт, и автор выражает надежду на исцеление человечества от гордыни и корысти.

## Интерпретации поэмы

### Рыцарский роман

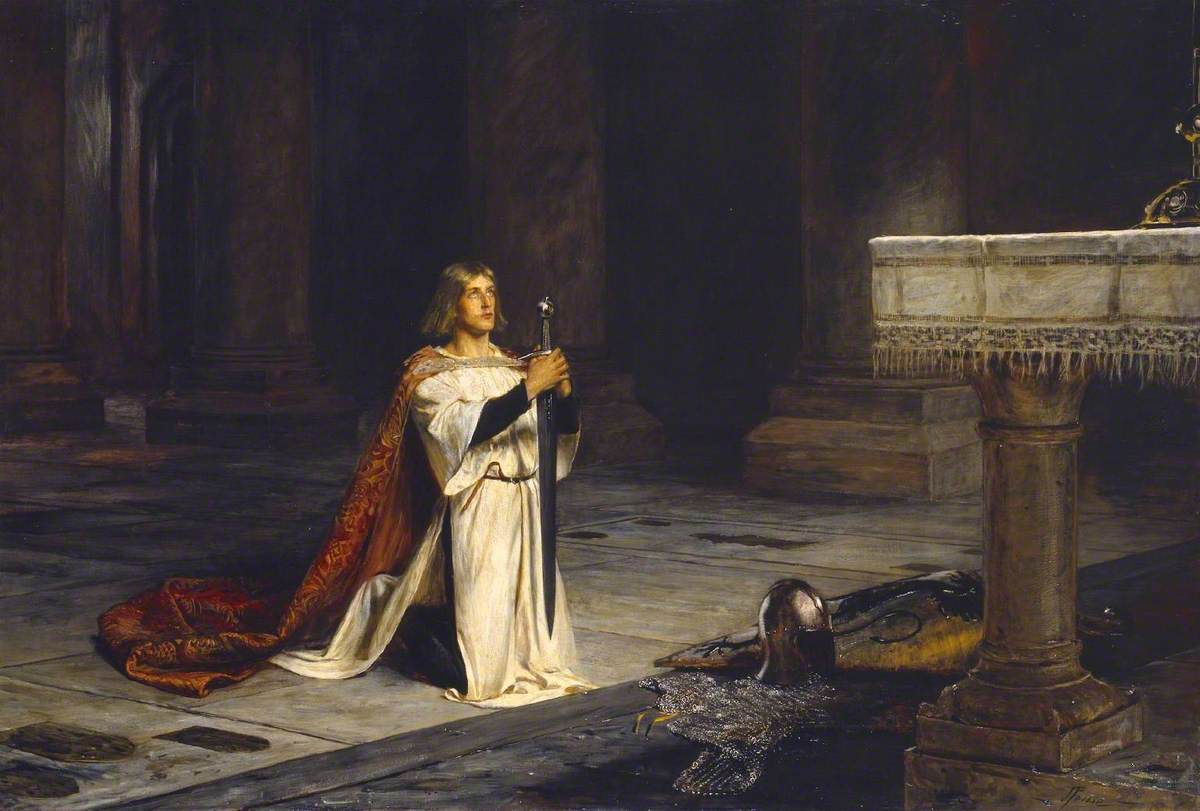
Гавейн — идеальный рыцарь, воин, возлюбленный и служитель Бога. (The Vigil, Джон Петти, 1884)

Многие критики оспаривают принадлежность Сэра Гавейна и Зелёного Рыцаря к жанру рыцарского романа, где по его законам в главных ролях выступают героические, благородные идеальные рыцари, часто обладающие какими-либо особенными силами, строго соблюдающие кодекс и побеждающие встречающихся им на пути монстров.
Гавейн должен быть чемпионом среди рыцарей, лучшим из представителей человечества, справляющимся со всеми испытаниями, однако здесь он предстаёт как обычный человек, имеющий такие же слабости, как и все остальные. Он обладает всеми рыцарскими качествами, но в то же время является более человечным и реалистичным.
Критики сравнивают поведение героев произведения с кодексом английского Ордена Подвязки. Девиз ордена 'honi soit qui mal y pense' («да устыдится тот, кто найдёт здесь зло») появляется в конце поэмы. Пояса, которые стали носить рыцари после приключения Гавейна, перекликаются с подвязками. Возможно, девиз был приписан не автором, а писарем, тем не менее, он создаёт связь с этим рыцарским орденом.

### Христианская трактовка

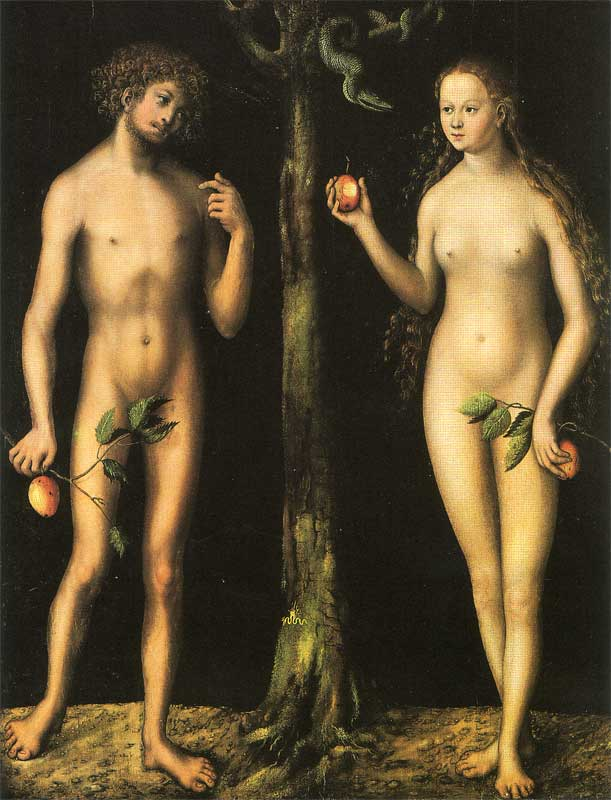
Исследователи указывают на параллель между тем, как леди Бертилак даровала Гавейну пояс, и тем, как Ева преподнесла Адаму запретный плод. (Адам и Ева, Лукас Кранах, 1513)

Поэма использует множество христианских аллюзий — от образов Адама и Евы до Иисуса Христа. Существует видение образа Гавейна как Ноя, отделившегося от общества и получившего предупреждение от Зелёного Рыцаря (представляющего Бога) о грядущем конце Камелота. Тем не менее, рыцари ошибочно трактовали исход приключений Гавейна и стали носить пояса сами, не заботясь о том, что противоречия правил их сообщества, невозможность полного слияния рыцарского и человеческого приведёт к разрушению их мира.
В изображении Камелота автор показывает своё беспокойство за судьбу общества, чьё неизбежное падение приведёт к полному разрушению, предначертанному Богом. Поэма создавалась во времена Чёрной смерти и крупнейшего крестьянского восстания 1381 года — событий, склонивших людей к апокалипсическим верованиям, отразившимся в культуре и литературе. Согласно противоположной точке зрения Зелёный Рыцарь представляет сторону зла и связан с дьяволом, поскольку он заколдован Феей Морганой.
Часто критики сравнивают зелёный пояс с терновым венцом Христа, а в самой поэме есть указание на «Бога в терновом венце».
По ходу повествования Гавейн встречает разные испытания, проверяющие его преданность в служении Богу. Когда Гавейн сбивается с пути по дороге к Зелёной часовне, он молится Деве Марии и находит путь. Однако же при встрече с Зелёным Рыцарем, он надеется на пояс, а не на Деву Марию, что, согласно христианской трактовке, и приводит к переоценке им ценностей после встречи с рыцарем и третьего удара, оставившего шрам.
Также проводится аналогия с историей Адама и Евы. Как и Адам, Гавейн поддаётся искушению и забирает себе пояс. В отличие от библейского сюжета, Зелёный Рыцарь прощает Гавейна и даёт ему шанс стать лучше и учиться на своих ошибках.

### Феминистическая трактовка

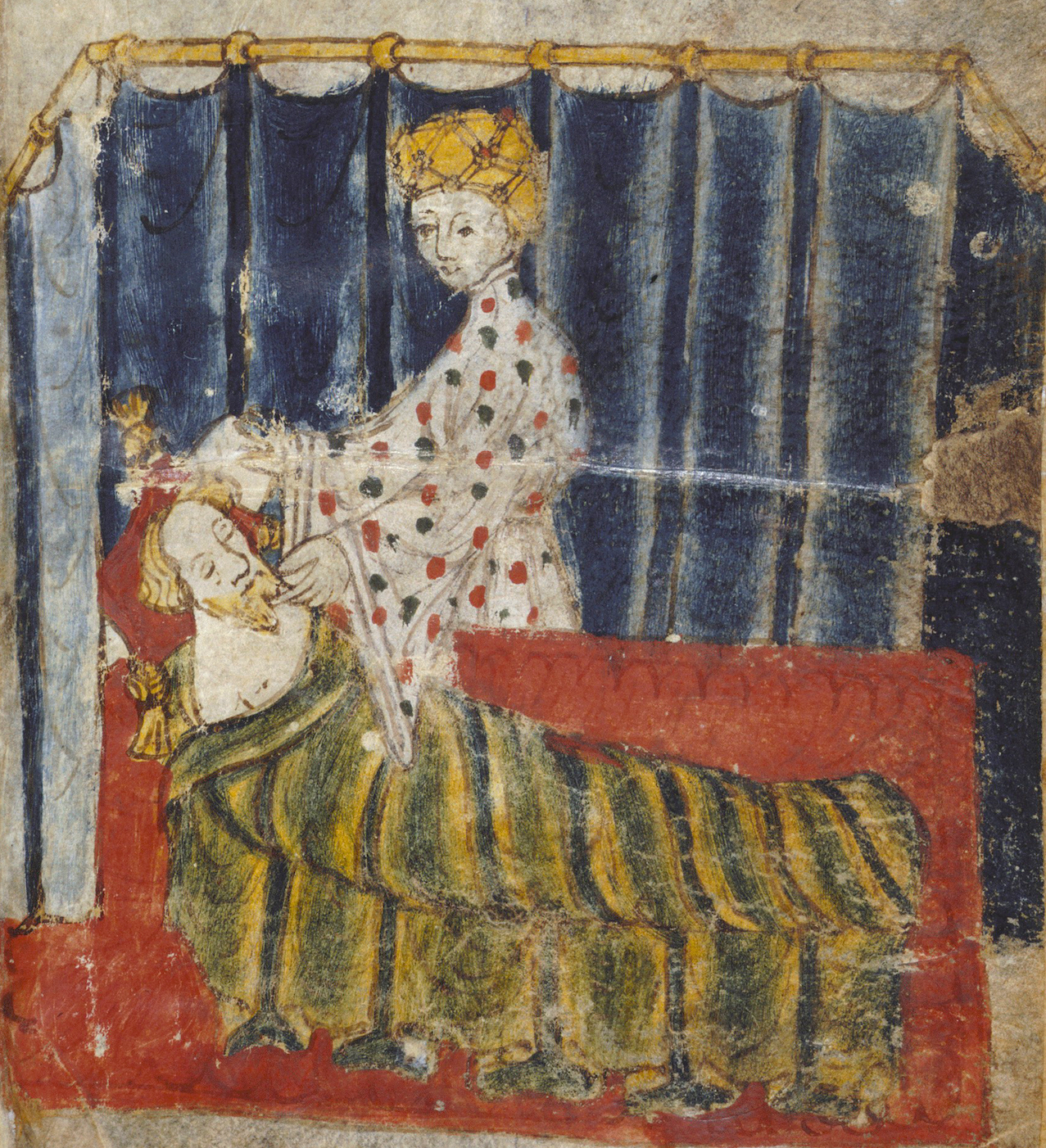
Леди Бертилак у постели Гавейна (из оригинала манускрипта, автор неизвестен)

Сторонники феминизма рассматривают поэму как демонстрацию тотального превосходства женщин над мужчинами. Леди Бертилак и Фея Моргана оказываются самыми могущественными персонажами, в особенности Моргана, которая, оставаясь за кадром, начала всю эту игру, заколдовав Зелёного Рыцаря. Женоненавистнический монолог Гавейна, в котором он обвиняет женщин во всех своих несчастьях и перечисляет мужчин, которые стали жертвами женского коварства, подкрепляет эту позицию критиков.
Существует противоположное трактование — повествование фокусируется на мыслях, мнениях и поступках мужчин. Даже леди Бертилак проявляет больше мужских, нежели женских качеств, а когда она выходит из покоев Гавейна, его мысли и чувства концентрируются на ходе событий, а не на женщине. Именно Гавейн принимает все решения, влияющие на исход событий; только он несёт ответственность за происходящее.
В сценах в спальне положительные и отрицательные действия леди Бертилак продиктованы её желанием. Чувства заставляют её принять на себя мужскую роль и добиваться взаимности. В то же время они заставляют её пойти на измену. Критики сравнивают её с библейской Евой. Она заставляет Гавейна принять запретный плод (пояс) и нарушить договор с Бертилаком.

### Постколониальная интерпретация
С 1350 по 1400 годы, в период, когда, предположительно, было создано произведение, Уэльс подвергся нескольким нападениям со стороны Англии, которая стремилась колонизировать эти земли. Автор поэмы пишет на диалекте пограничного региона (граница Уэльса и Англии), тем самым потенциально он находился в центре противостояния. Таким образом, одним из основных полей для исследования поэмы является взаимодействие и конфликт в ней английской и валлийской культур. Поэма отражает также гибрид этих двух культур, возникший на границе государств, породивший свои традиции и правила.

### Маршрут Гавейна

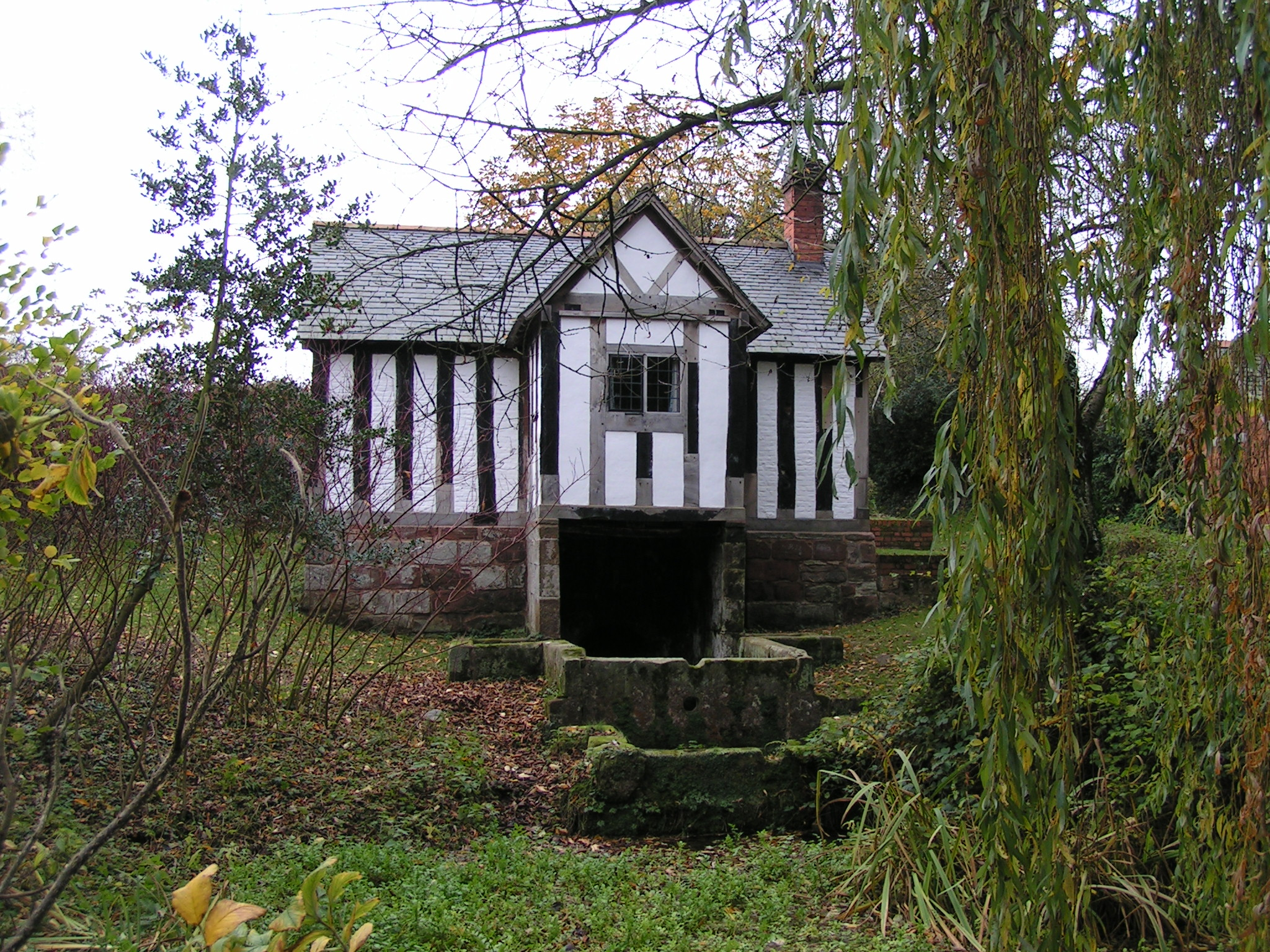
Колодец в Холивелле — один из возможных пунктов, где остановился Гавейн на пути в Зелёную часовню

Некоторые исследователи попытались определить географический маршрут путешествия Гавейна к Зелёной часовне. В поэме упоминаются острова Англси; в настоящее время остров с таким названием находится возле побережья Уэльса. В строке 700 говорится о том, как Гавейн пересёк Холи Хед, исследователи склоняются к тому, что это мог быть город Холивелл или Поултонское цистерцианское аббатство в Пулфорде. Город Холливел ассоциируется с обезглавливанием Св. Винифреды. По легенде она была казнена местным главой за отказ вступить с ним в сексуальные отношения. Её дядя, тоже святой, приложил голову к телу и оживил племянницу, оставив на шее лишь белый шрам. Параллель этой истории с приключениями Гавейна подкрепляет предположения о том, что он мог оказаться на пути Гавейна.
Замок Бертилака и Зелёная часовня находятся в том регионе, где проживал поэт. Предполагается, что замок находился в округе Свитхэмли, поскольку имеются совпадения в топографических деталях, указанных в поэме, и там в XIV веке обитали все животные (олень, кабан, лиса), на которых охотился Бертилак. Предполагается, что Зелёная часовня находится либо в Ладчёрче, либо в Уэтонне, поскольку эти места похожи на то, что автор описывал в произведении.

### Гомосексуальная трактовка
Согласно исследователю Средневековья Ричарду Зайковицу, Зелёный Рыцарь представляет собой угрозу для гомосоциальных отношений средневекового мира, в особенности Камелота, где мужская дружба является одним из оплотов общества. Исследователь отрицает гомоэротическое отношение автора произведения по отношению к герою. Объятия и поцелуи Гавейна и Бертилака являются проявлением именно рыцарской дружбы, а не гомосексуальных наклонностей.
Во времена, когда создавалась поэма, Католическая церковь начала проявлять беспокойство по поводу таких публичных проявлений мужской дружбы. В другом произведении, вошедшем в манускрипт, — Чистота, автор указывает на некоторые пороки человечества, среди которых была указана и гомосексуальность.
Иногда в критических работах указывается на то, что Гавейн представляет собой «женственный» персонаж, пассивно ведущий себя в сценах с леди Бертилак и проявляющий больше эмоций по отношению к её мужу.

## Современные переложения сюжета

### Книги
В 1925 году Дж. Р. Р. Толкин и Е. В. Гордон опубликовали издание, куда вошли текст-оригинал и комментарии, которые часто путают с переводом этого произведения на современный английский язык, созданный позднее Толкином вместе с переводами «Жемчужины» и «Сэра Орфео». Перевод был опубликован в 1975 году спустя небольшой промежуток времени после смерти писателя. При переводе Толкин старался максимально сохранить отличительные черты поэтики и стилистики поэмы, особенности жанра и времени его написания; он сохранил и даже расширил диапазон применения аллитерации, оставил архаические эпитеты и фразы.
Переложение сюжета поэмы вошло в сборник Роджера Ланселина Грина Приключения Короля Артура и рыцарей Круглого Стола, опубликованный в 1953 году; в России перевод истории был опубликован в журнале Вокруг Света в 1981 году. В 1993 году Айрис Мёрдок написала роман Зелёный Рыцарь, где сюжет поэмы вплетён в реалии XX века и представляет собой личностную драму и комедию ошибок. В 2007 году Саймон Армитидж, выросший в местах, где жил автор «Сэра Гавейна», опубликовал свой перевод, привлекший внимание читателей и критиков США и Великобритании.

### Театр
В 1971 году Театр Тайнсайд (Ньюкасл-апон-Тайн) представил постановку Сэра Гавейна и Зелёного Рыцаря (в переводе Брайана Стоуна). В спектакле использовались средневековые музыкальные инструменты — Нортумбрийские дудки, бойран и другие.
В 1992 году Саймон Корбл адаптировал поэму для постановки театральной труппы Мидсоммер, где использовались средневековые музыкальные инструменты, музыка и песни
.

### Опера
В 1978 году композитор Ричард Блэкфорд создал первое оперное переложение произведения. Опера состояла из 6 сцен и была записана компанией DECCA в 1979 году и выпущена лейблом 'ARGO'.
В 1991 году Харрисон Бёртуистл создал оперу под названием Гавейн. Опера получила признание критиков за сохранение сложности сюжета и одновременную подачу материала в лёгкой лирической музыкальной форме. В 2002 году вышла опера «Гвинет и Зелёный Рыцарь» (Gwyneth and the Green Knight) Линн Плаумен, где используются сюжетные мотивы поэмы, но действие фокусируется на спутнице Гавейна — Гвинет, которая желает стать рыцарем. Эта версия получила хорошие отзывы за доступность материала, привлекательность для детской аудитории и семейного просмотра, но за использование современного языка и поучительность были получены негативные оценки.

### Кинематограф

Легенда о сэре Гавейне и Зелёном рыцаре (1984), постер к киноэкранизации поэмы

Поэма экранизировалась пять раз, обычно с существенными отступлениями от оригинала:
- «Сэр Гавейн и Зелёный Рыцарь»[англ.]) (1973)([81]. Режиссёр — Стивен Викс. Гавейн — Мюррей Хэд, Зелёный рыцарь — Найджел Грин. Эта версия подверглась критике за отход от сюжетной линии поэмы. Например, в фильм включены приключения Гавейна, не описывавшиеся в поэме; также Бертилак и Зелёный Рыцарь там никак не связаны[82].
- «Меч храбреца: Легенда о сэре Гавейне и Зелёном рыцаре» (1984). Режиссёр — Стивен Викс. Гавейн — Майлз О’Киффи, Зелёный рыцарь — Шон Коннери[83]. Сюжет значительно отличается от литературного оригинала; привнесены фэнтезийные элементы (например, единорог) и новые персонажи, а главной задачей Гавейна становится отгадать загадку[83].
- «Сэр Гавейн и Зелёный Рыцарь» (1991), телефильм[84]. Режиссёр Джон Майкл Филлипс. Гавейн — Джейсон Дарр, Зелёный рыцарь — Малкольм Сторри. Несмотря на ограничения бюджета, это самая близкая к оригиналу экранизация[85][86], в речи персонажей используется староанглийский язык.
- «Сэр Гавейн и Зелёный Рыцарь» (2002), короткометражный мультфильм[87]. Режиссёр Тим Ферни. Гавейн — Джеймс Д’Арси, Зелёный рыцарь — Антон Лессер.
- «Легенда о Зеленом рыцаре» (2021). Режиссёр Дэвид Лоури[88]. Гавейн — Дев Патель. Зелёный рыцарь — Ральф Айнесон. Это вольная артхаусная интерпретация поэмы, в которой Гавейн предстаёт не героем, а слабым, испуганным маленьким человеком. Как и в версии 1973 года, Зелёный рыцарь и Бертилак — разные персонажи.

## Издания
- Английские предания и легенды / Пер. с англ. С. Лихачёвой. Сост. Н. Будур. — М.: АСТ, Астрель, 2004. — 493 с. — (Серия: Литературный Альбион). — ISBN 5-17-022978-X. ISBN 5-271-08198-2. — Тираж: 5000 экз.
- Cэр Гавэйн и Зелёный рыцарь / Пер. со среднеангл., сопроводительная статья и построчные примечания Владимира Стрижевского. — Нью-Йорк: Ads Market, 2020. — ISBN 978-1-64871-543-3. — Тираж: 1000 экз.
- Сэр Гавейн и Зелёный рыцарь / Пер. с англ. В. П. Бетаки. — М.: Наука, 2003. — 250 с. — (Серия: Литературные памятники). — ISBN 5-02-032660-7. — Тираж: 2000 экз.
- Сэр Гавейн и Зелёный Рыцарь / Пер. со среднеангл. Н. Резниковой и В. Тихомирова. — М.: Ладомир, 2005. — 319 с.; — М.: Аграф, 2006. — 336 с. — ISBN 5-7784-0310-0. — Тираж: 1000 экз.

Перевод Дж. Р. Р. Толкина
- Толкин Джон Р. Р. Профессор и чудовища / Пер. с англ. Н. Горелова, М. Каменкович и С. Степанова. Сост. Н. Горелов. — М.: Азбука-классика, 2006. — 208 с. — ISBN 5-352-01847-4. — Тираж: 5000 экз.
- Толкин Джон Р. Р. Чудовища и критики: сборник статей, эссе, лекций и переводов / Пер. с англ. С. Лихачёвой. — М.: АСТ, 2008. — 416 с. — (Серия: Philosophy). — ISBN 978-5-17-046742-6. — Тираж: 3000 экз.